# Susan Olsen
Susan Marie Olsen (Santa Mónica, 14 de agosto de 1961) es una actriz y locutora estadounidense, conocida principalmente por su papel como Cindy Brady, la hija menor de los Brady, en la serie de televisión The Brady Bunch desde 1969 a 1974.

## Biografía

### Primeros años
Olsen nació en Santa Mónica (California), hija de Lawrence y DeLoice Olsen. Es la menor de cuatro hermanos. Se graduó en el instituto William H. Taft de Woodland Hills en 1979.

### Carrera
Obtuvo una serie de papeles secundarios en televisión en seriados como Ironside, Gunsmoke y Julia, y apareció en la película de Elvis Presley The Trouble With Girls (1968) en el papel de una concursante de canto.

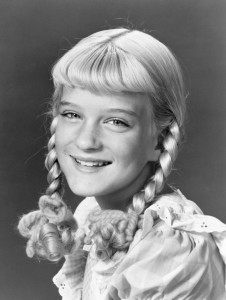
Susan Olsen como Cindy Brady, 1973.

Con poco menos de ocho años, Olsen interpretó a Cindy Brady en The Brady Bunch (1969-1974). También interpretó la voz del personaje en la serie animada The Brady Kids (1972-1974). Ha aparecido en todas las películas y especiales de reunión, a excepción de A Very Brady Christmas (1988), que se rodó cuando ella y su primer esposo Steve Ventimiglia estaban de luna de miel. En esa película, Cindy Brady fue interpretada por la actriz Jennifer Runyon.
A mediados de la década de 1990 trabajó como presentadora de un programa de entrevistas en la emisora de radio KLSX de Los Ángeles con Ken Ober, y copresentó y coescribió otro programa de radio con el cómico Allan Havey en Comedy World en 2000.
En el cuarto trimestre de 2008, Olsen apareció en el programa Gimme My Reality Show de Fox Reality. Utilizó este espacio para hacer una declaración sobre el rescate de animales, una causa con la que está muy implicada. Defensora del bienestar animal, ha formado parte de la junta directiva de la organización sin ánimo de lucro Precious Paws, un grupo de rescate.
El 1 de septiembre de 2009, Olsen publicó el libro Love to Love You Bradys: The Bizarre Story of The Brady Bunch Variety Hour. A partir de entonces ha realizado apariciones menores en producciones de cine y televisión como The Young and the Restless, Celebrity Ghost Stories, A Halloween Puppy y Child of the 70's.
Olsen se unió a los demás miembros supervivientes del reparto principal de The Brady Bunch en la serie de televisión de 2019 A Very Brady Renovation en HGTV. En 2021, protagonizó la película navideña de Lifetime Blending Christmas junto a sus compañeros de reparto en The Brady Bunch Christopher Knight, Mike Lookinland, Barry Williams y Robbie Rist.

## Controversia
En diciembre de 2016 salió del programa radial Two Chicks Talkin' Politics en LA Talk Radio después de participar en una disputa en Facebook con el actor abiertamente gay Leon Acord-Whiting. El actor acusó a Olsen de homofobia por sus comentarios y presionó con éxito para que la despidieran. A pesar de ello, Olsen declaró a Fox News en 2019 que era objeto de «noticias falsas» y que «nunca fue despedida».
En 2024, la actriz manifestó que su apoyo a Donald Trump y sus comentarios controversiales sobre las vacunas contra la COVID-19 causaron la cancelación de un nuevo proyecto derivado de The Brady Bunch.

## Filmografía

### Cine
| Año  | Título                               | Papel                   | Notas              |
| ---- | ------------------------------------ | ----------------------- | ------------------ |
| 1969 | The Trouble with Girls               | Cantante en la audición |                    |
| 1995 | The Brady Bunch Movie                | Cartera                 | Escenas eliminadas |
| 2009 | Zombo                                |                         | Cortometraje       |
| 2015 | Mama Claus, Deck the Halls with Guts | Mamá Claus              |                    |

### Televisión
| Año       | Título                                 | Papel            |
| --------- | -------------------------------------- | ---------------- |
| 1968      | Ironside                               | Tracy Richards   |
| 1968      | Julia                                  | Pamela           |
| 1968–69   | Gunsmoke                               | Marianne Johnson |
| 1969–1974 | The Brady Bunch                        | Cindy Brady      |
| 1970      | The Boy Who Stole the Elephant         | Lucy Owens       |
| 1972      | The ABC Saturday Superstar Movie       | Cindy Brady      |
| 1972–74   | The Brady Kids                         | Cindy Brady      |
| 1976–77   | The Brady Bunch Hour                   | Cindy Brady      |
| 1981      | The Brady Girls Get Married            | Cindy Brady      |
| 1990      | The Bradys                             | Cindy Brady      |
| 1999      | Pacific Blue                           | Cindy Russell    |
| 2010      | The Young and the Restless             | Liza Morton      |
| 2012      | The Great Halloween Puppy Adventure    | Rachel           |
| 2013      | Holiday Road Trip                      | Edna             |
| 2013–2016 | Child of the '70s                      | Nickel Laundry   |
| 2019      | A Very Brady Renovation                | Susan Olsen      |
| 2021      | Dragging the Classics: The Brady Bunch | Margie           |
| 2021      | Blending Christmas                     | Valerie          |